# Зулцбах (Хунсрик)
Зулцбах (њем. Sulzbach) град је у њемачкој савезној држави Рајна-Палатинат. Једно је од 96 општинских средишта округа Биркенфелд. Према процјени из 2010. у граду је живјело 319 становника. Посједује регионалну шифру (AGS) 7134088.

## Географски и демографски подаци
Зулцбах се налази у савезној држави Рајна-Палатинат у округу Биркенфелд. Град се налази на надморској висини од 460 метара. Површина општине износи 6,7 km². У самом граду је, према процјени из 2010. године, живјело 319 становника. Просјечна густина становништва износи 48 становника/km².